# Statue-menhir de Ténezole
La statue-menhir de Ténezole est une statue-menhir appartenant au groupe rouergat découverte à Murat-sur-Vèbre, dans le département du Tarn en France.

## Description
La statue-menhir a été découverte en 2005 par M. Bascoul près du lieu-dit Roc de Sagnassous lors d'un labour. Elle mesure 0,75 m de hauteur sur 0,82 m de largeur et 0,19 m d'épaisseur. Il s'agit du fragment supérieur d'une statue plus grande gravée sur une dalle de granite d'origine locale, au sommet arrondi, qui a été finement régularisée.
Le fragment est très usé, les gravures ne sont visibles qu'en lumière rasante : bras et mains côté face, baudrier côté postérieur, une ceinture des deux côtés.